# バーベナ
バーベナ（美女桜、学名: Verbena 英語発音: [vərˈbiːnə]）はクマツヅラ科クマツヅラ属（バーベナ属）の総称。約250種の一年草および多年草を含む。ヴァーベナと表記されたり、ビジョザクラ（美女桜）などの名でも呼ばれる。ハーブとしては、フランス語風にヴェルヴェーヌ（verveine）とも呼ばれる。

## 形態・生態
高さは、芝のように地面を這うものから1mを超すものまである。
葉はたいてい単葉で対生し、細かく裂けるものもある。花期は4月から11月頃まで。
花は小型で、花弁は5裂する。色は白、ピンク、紫、青など。総状花序になる。
耐寒性のものは数種しかなく、多くは非耐寒性であるが、耐霜性の種では最低マイナス10度までの温度低下に耐えられる。
増やす場合、多年草は、春と秋に挿し芽をする。一年草は種で増やすことができる。なお、栄養系のバーベナは挿し芽で増やす。

## 名称
日本では、さくら草に似ているところから、「美女桜」の別名がある。
西洋では、昔から、宗教や魔法と関係のある植物といわれている。ケルト語では「魔女の薬草」という意味。ローマ時代は、ジュピターの祭壇を清めるために用いられ、ペルシャでは、太陽を崇める儀式で、巫女が手にする植物だった。ハンガリーではこの薬を手に差し込むと、錠前を簡単に開けられるとの言い伝えから、「錠前はずしの薬草」と呼ばれていた。

## 分布
大部分はアメリカ大陸の熱帯から温帯地方に分布し、一部は南ヨーロッパ、アジアなど、ユーラシア大陸などに自生する。

## 下位分類
園芸用に栽培される雑種が多数ある。
- Verbena bipinnatifida Nutt. - 北アメリカとメキシコに分布する匍匐性の多年草。
- ヤナギハナガサ（サンジャクバーベナ） Verbena bonariensis L. - 南アメリカ原産の帰化植物。日本で野生化している。
- ミナトクマツヅラ Verbena bracteata Cav. ex Lag. et Rodr. - 北アメリカ南部からメキシコ原産の一年草、または多年草。
- アレチハナガサ Verbena brasiliensis Vell. - 南アメリカ原産の帰化植物。日本で野生化している。
- Verbena californica Moldenke
- ハナガサソウ Verbena canadensis Britton - 北アメリカ原産の多年草。
- Verbena canescens Kunth
- Verbena carnea Medik.
- Verbena carolina L.
- Verbena cloverae Moldenke
- Verbena corymbosa Ruiz et Pav. - 南アメリカ原産の耐寒性の大型多年草。1メートルほどになる。
- Verbena ehrenbergiana Schauer
- Verbena gracilis Desf.
- Verbena halei Small
- Verbena hastata L. - 北アメリカ原産の多年草。北米産は生薬として利用されている。
- Verbena hispida
- Verbena intermedia
- Verbena lasiostachys Link
- ハマクマツヅラ Verbena litoralis Kunth
- Verbena macdougalii A. Heller
- Verbena menthifolia Benth.
- Verbena montevidensis Spreng.
- Verbena neomexicana (A. Gray) Small
- クマツヅラ Verbena officinalis L. - 日本に自生する。葉は生薬として用いられ馬鞭草（バベンソウ）と呼ばれる。
- Verbena orcuttiana
- Verbena perennis Wooton
- Verbena pinetorum Moldenke
- Verbena plicata Greene
- シュッコンバーベナ Verbena rigida Spreng.
- Verbena scabra Vahl
- Verbena scabrido-glandulosa
- Verbena simplex Lehm.
- マルバクマツヅラ Verbena stricta Vent.
- Verbena supina L.
- ヒメビジョザクラ Verbena tenera Spreng.
- カラクサハナガサ Verbena tenuisecta Briq.
- Verbena urticifolia L.
- Verbena xutha Lehm.
- Verbena x allenii Moldenke
- Verbena x bingenensis Moldenke
- Verbena x blanchardii Moldenke
- Verbena x clemensiorum Moldenke
- Verbena x crookshanksii Moldenke
- Verbena x deamii Moldenke
- Verbena x engelmannii Moldenke
- Verbena x goodmanii Moldenke
- ビジョザクラ Verbena x hybrida Voss ex Groem. et Rumpler - 観賞用に栽培される。花期は4〜11月頃。「バーベナ」といわれるものは本種が多い。
- Verbena x illicita Moldenke
- ダキバアレチハナガサ Verbena x incompta P.W.Michael - アレチハナガサやヤナギハナガサと混同されていた[4][5]。
- Verbena x moechina Moldenke
- Verbena x perriana Moldenke
- Verbena x rydbergii Moldenke
- Verbena x stuprosa Moldenke

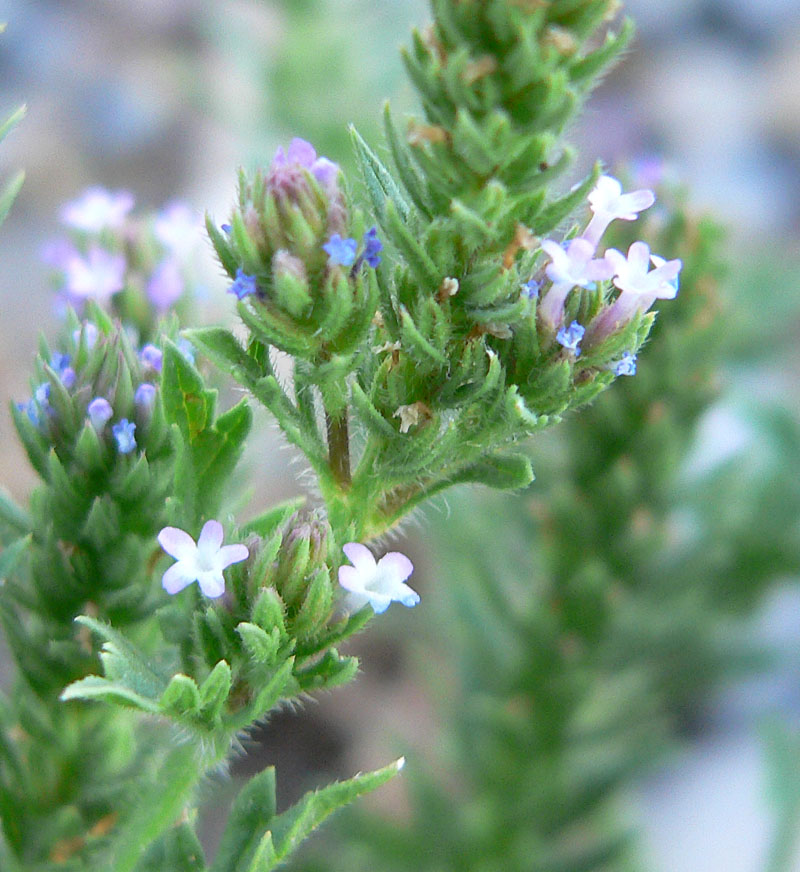
ミナトクマツヅラ（英語版）
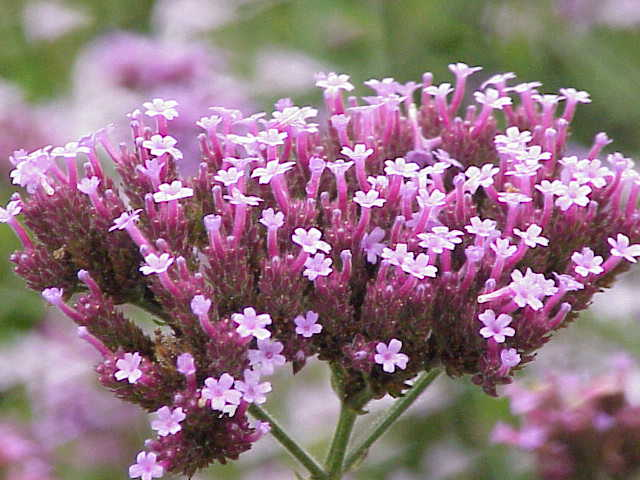
ヤナギハナガサ
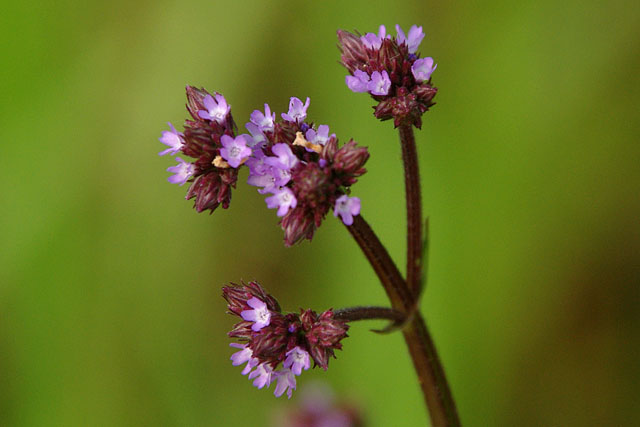
アレチハナガサ
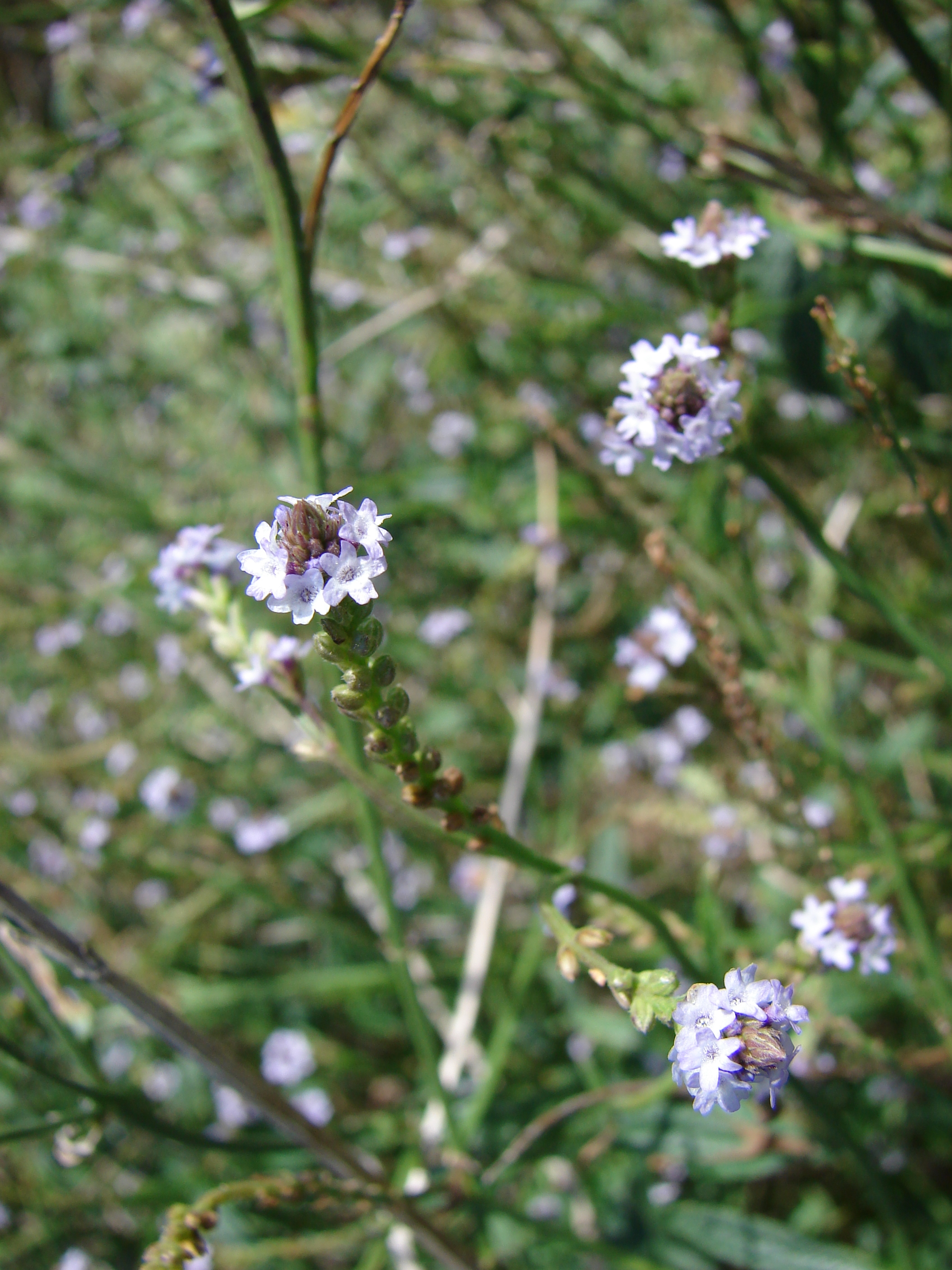
ハマクマツヅラ（英語版）
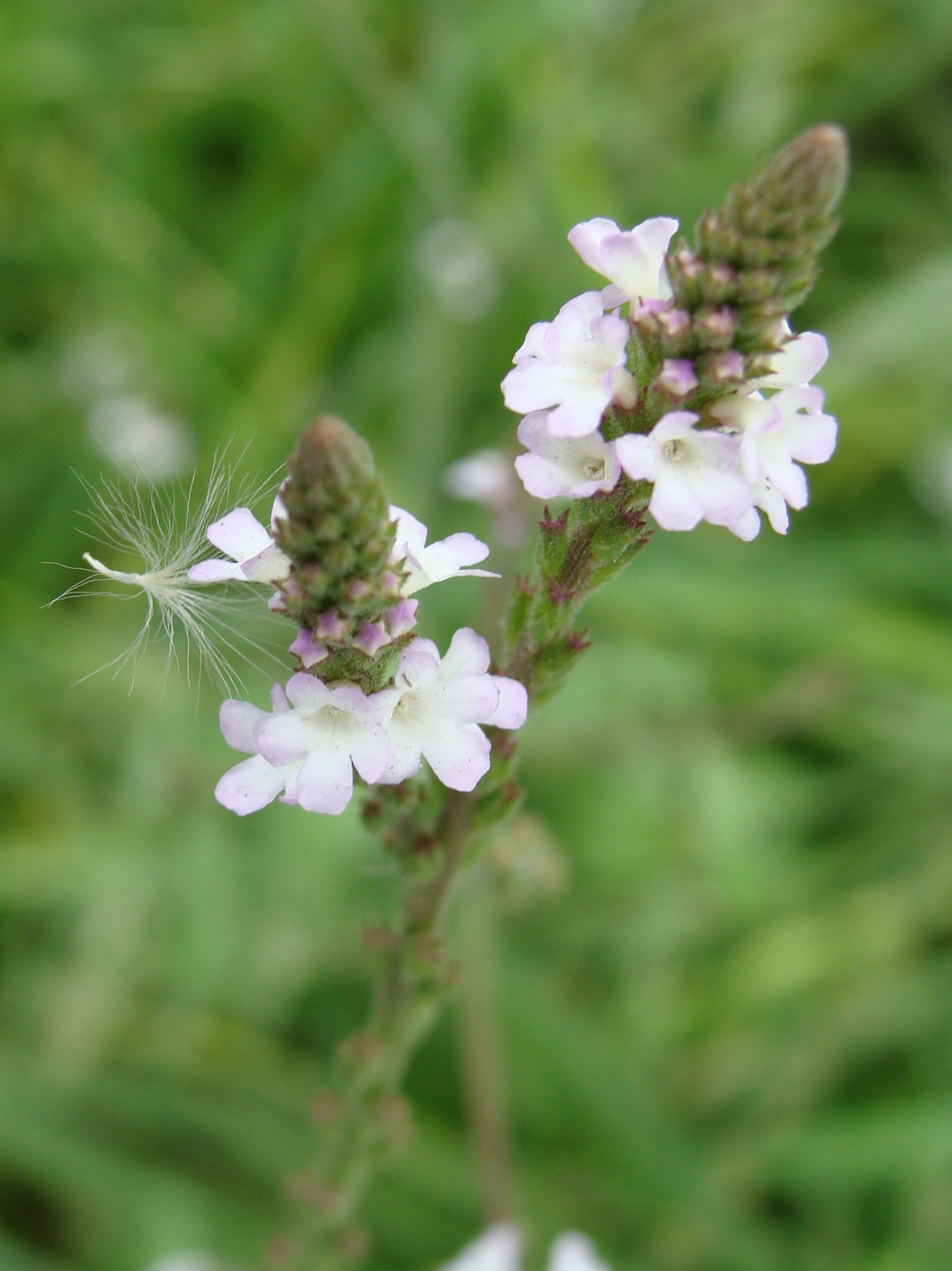
クマツヅラ
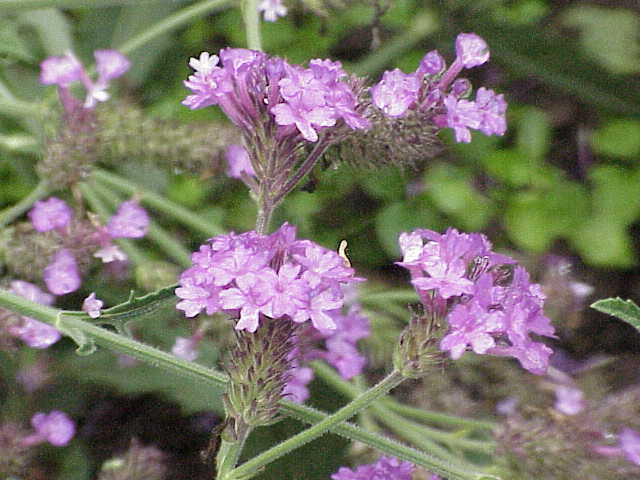
シュッコンバーベナ（英語版）